# Franz Hiesel
Franz Hiesel (* 11. April 1921 in Wien; † 2. November 1996 in Oberpullendorf, Burgenland) war ein österreichischer Hörspielautor, Dramaturg und Schriftsteller.

## Leben
Nach dem Abgang vom Gymnasium Ausbildung zum Drogisten. Von 1940 bis 1945 Soldat. Nach amerikanischer und französischer Kriegsgefangenschaft Straßenbahnschaffner und -fahrer. 1951 bis 1960 Bibliothekar bei den Wiener Städtischen Büchereien unter Direktor Rudolf Müller, der mehrere junge Schriftsteller in dieser Weise unterstützte.
1960 Chefdramaturg beim Norddeutschen Rundfunk in Hamburg und stellvertretender Leiter der Hauptabteilung Hörspiel; 1967/68 auch ihr Leiter.
1968 bis 1976 in München freie Mitarbeit als Autor und Dramaturg bei den Rundfunkanstalten der ARD.
1977 bis 1983 Leiter der Produktionsabteilung Hörspiel und Literatur des ORF-Landesstudio Wien.
1983 bis 1989 in Pension erstellt er mit dem ORF ein „Internationales Hörspielarchiv“ unter dem Projekttitel Repertoire 999. Eine Auswahl der 999 besten Hörspiele aus einem Bestand von 40.000 bis 45.000 Produktionen aus zwanzig Archiven von ARD, Rundfunk der DDR, SRG und ORF. Veröffentlichung in zwei Bänden Oktober 1989 im Verlag des ORF.
Neben zahlreichen Hörspielen verfasste und veröffentlichte Hiesel Gedichte, Erzählungen, Kurzprosa und Feuilletons. Zudem schrieb er Stücke für das Theater und Drehbücher für das Fernsehen. Sein umfangreicher Nachlass wurde 2004 von der Handschriftensammlung der Wienbibliothek übernommen. Sein Archiv umfasst neben eigenen Texten auch Hörspielmanuskripte von Ingeborg Bachmann, Gerhard Fritsch und vielen anderen Autoren und deren Korrespondenzen, außerdem eine Sammlung seltener und zum Teil verschollen geglaubter Tonaufnahmen sowie eine thematisch einschlägige Bibliothek.
Franz Hiesel wurde mit zahlreichen Preisen und Auszeichnungen geehrt, unter anderem: Österreichischer Staatspreis (1952, 1954); Hörspielpreis des Bayerischen Rundfunks (1956); Hörspielpreis der Kriegsblinden (1959), Grimme-Preis (1965); Goldener Bildschirm 1972, Prix Italia (RAI-Preis) 1980.

## Auszeichnungen
- Berufstitel Professor (1965)
- Ehrenkreuz für Wissenschaft und Kunst, I. Klasse (1984)
- Ehrenzeichen der Stadt Wien in Gold (1985).

## Werke

### Hörspiele
- 1953 Nachtexpreß 3017, ORF.
- 1954 Von Hoffnung zu Hoffnung, ORF, (Regie: Filip Julius), (Österreichischer Staatspreis) und 1955 Radio Bremen.
- 1955 Parole, ORF, 1956 unter dem Titel: Kennwort Sonnenvogel, NDR, Regie: Gustav Burmester.
- 1956 Die Schädelballade, ORF.
- 1957 Old Man River, NDR/RIAS.
- 1959 L'onore, ORF.
- 1959 Auf einem Maulwurfshügel, NDR/ORF, Regie: Egon Monk, (Hörspielpreis der Kriegsblinden).
- 1960 Die Reise nach Österreich, gemeinsam mit Gerhard Fritsch, NDR/SDR, Regie: Gerlach Fiedler, 5-teilige Hörspielserie, je ca. 50': Tiefenpsychologie, Die Familiengruft oder Es stand ein Schloß in Osterreich, Die Schlacht bei Deutsch-Wagram, Lokaltermin, Empfang in Stockington.
- 1961 Herr Pum sucht seinen Mörder, BR/NDR/ORF, Regie: Gerlach Fiedler.
- 1963 Gott liebt die Schweizer, NDR/SWF, Regie: Hans Lietzau.
- 1967 Heimkehr aus Sankt Pölten, NDR, Regie: Gert Westphal.
- 1968 Das Strohpuppenspiel, NDR/SFB.
- 1970 Das Hundeherz, NDR/RIAS.
- 1970 Der Streckengeher, SDR/SFB/NDR, Regie: Otto Düben.
- 1971 Das Paket, BR/NDR, Regie: Heinz-Günter Stamm.
- 1971 Im Affenkäfig, SDR/SFB, Regie: Otto Düben.
- 1971 Adoptionen, NDR.
- 1972 Die einen und die anderen Tessiner, WDR, Regie: Raoul Wolfgang Schnell.
- 1972 Else, mein Els'chen, DRS, Regie: Raoul Wolfgang Schnell.
- 1973 In allerhöchster Not: Elias Dersch, HR/RB, Regie: Horst H. Vollmer.
- 1973 Von den Schwierigkeiten, eine äußerst frequentierte Straße zu überqueren, WDR, Regie: Raoul Wolfgang Schnell.
- 1974 Die gar köstlichen Folgen einer mißglückten Belagerung, SFB/HR/WDR, Regie: Hans Bernd Müller.
- 1974 Agathe, BR/SFB, Regie: Heinz-Günter Stamm, und 1975 ORF, Regie: Fritz Zecha.
- 1975 Die verwegenen Spiele am Rothenbaum, NDR, Regie: Fritz Schröder-Jahn.
- 1977 Der Tag der Friseure, RIAS.
- 1976 Was halten Sie von Irma Prein?  BR/SFB, Regie: Ulrich Lauterbach, und 1986 DDR, Regie: Rainer Schwarz.
- 1978 Zu wenig oder zu viel ist jedes Narren Ziel, NDR.
- 1985 Dieu le Veult! , WDR/ORF, Regie: Friedhelm Ortmann.
- 1985 Offenbarungseid, NDR/ORF, Regie: Götz Fritsch, und Magyar Radio, ungar. Produktion zum selben Sendetermin.
- 1986 Jaburek, WDR/ORF, Regie: Heinz-Wilhelm Schwarz.

Übersetzung und Produktion von Hörspielen in folgenden Ländern: CSSR, Ungarn, Polen, Jugoslawien, Israel, Italien, Belgien, Holland, Dänemark, Schweden, Kanada und Australien.

### Gedruckte Hörspiele
- 1956 Die Dschungel der Welt, zwei Hörspiele, Parole Sonnenvogel und Die Schädelballade, Bergland Verlag Wien.
- 1958 Ich kenne den Geruch der wilden Kamille Erzählungen und das Hörspiel L'onore, Stiasny Verlag Graz.
- 1960 Auf einem Maulwurfshügel, Hörspiel, Hans Bredow-Verlag Hamburg.
- Die gar köstlichen Folgen einer missglückten Belagerung Hörspiel, Reclam-Verlag.
- Im Affenkäfig veröffentlicht in Literatur und Kritik.
- Else, mein Els'chen veröffentlicht in Podium.
- In allerhöchster Not: Elias Dersch veröffentlicht in Die Pestsäule.
- Agathe veröffentlicht in Literatur und Kritik.
- Der Tag der Friseure veröffentlicht in Podium.
- 1988 Was halten Sie von Irma Prein?  veröffentlicht in der Anthologie Das Wunder von Wien, Reclam-Verlag Leipzig.

### Theaterstücke
- 1952 Die enge Gasse, ein Heimkehrerstück, Inszenierung Stella Kadmon in ihrem Theater der Courage.
- 1952 Der Anfang, ein Einakter, Wiener Volkstheater, verfasst im Auftrag von Leon Epp zur Feier des 100. Geburtstages von Victor Adler.
- 1953 Menschen ohne Himmel, Kammerspiele Linz.
- 1983 Die gar köstlichen Folgen einer missglückten Belagerung, Bühnenfassung des gleichnamigen und sehr erfolgreichen Hörspiels, Burgfestspiele
 Perchtoldsdorf, Inszenierung Jürgen Wilke.

### Fernsehfilme
- 1965 An der schönen blauen Donau, NDR, Zeitsituation Dollfußmord, Regie: John Olden, auch als Kinofilm.
- 1971 Blaues Wild, BR. nach einer Erzählung Ingeborg Bachmanns, Regie: Peter Schulze-Rohr.
- 1975 Die Ausnahme, NDR/ORF, Zeithintergrund und Ereignisse des Oktober 1950, Regie: Walter Davy.